# Acrolyta semistrigosa
Acrolyta semistrigosa là một loài tò vò trong họ Ichneumonidae.